# Danemark au Concours Eurovision de la chanson 1961
Le Danemark a participé au Concours Eurovision de la chanson 1961, alors appelé le « Grand prix Eurovision de la chanson européenne 1961 », à Cannes, en France. C'est la 5e participation danoise au Concours Eurovision de la chanson.
Le pays est représenté par le chanteur Dario Campeotto et la chanson Angelique, sélectionnées par Danmarks Radio au moyen de la finale nationale Dansk Melodi Grand Prix.

## Sélection

### Dansk Melodi Grand Prix 1961
Le radiodiffuseur danois, Danmarks Radio (DR), organise l'édition 1961 du Dansk Melodi Grand Prix pour sélectionner l'artiste et la chanson représentant le Danemark au Concours Eurovision de la chanson 1961.
Le Dansk Melodi Grand Prix 1961, présenté par Sejr Volmer-Sørensen (en), a eu lieu le 19 février 1961 au théâtre de Fredericia dans la ville de Fredericia, en région Danemark-du-Sud. Les chansons sont toutes interprétées en danois, langue officielle du Danemark.
L'ensemble des précédents représentants du Danemark à l'Eurovision participent à cette finale nationale : Birthe Wilke (1957, 1959), Gustav Winckler (1957), Raquel Rastenni (1958) et Katy Bødtger (1960).
Lors de cette sélection, c'est Dario Campeotto et la chanson Angelique qui furent choisis.

#### Finale
| Ordre | Interprète                           | Chanson                     | Traduction                 | Points | Place |
| ----- | ------------------------------------ | --------------------------- | -------------------------- | ------ | ----- |
| 1     | Pedro Biker (da)                     | Min guitar og jeg           | Ma guitare et moi          | 6      | 3     |
| 2     | Katy Bødtger                         | Hamlet                      | -                          | 0      | 5     |
| 3     | Gustav Winckler                      | Vi lever kun en enkelt gang | Nous ne vivons qu'une fois | 0      | 5     |
| 4     | Birthe Wilke                         | Jetpilot                    | Pilote de jet              | 7      | 2     |
| 5     | Otto Brandenburg                     | Godnat lille du             | Bonne nuit ma petite       | 3      | 4     |
| 6     | Raquel Rastenni et Grethe Sønck (en) | Hjemme hos os               | Dans notre maison          | 0      | 5     |
| 7     | Dario Campeotto                      | Angelique                   | -                          | 14     | 1     |

## À l'Eurovision
Chaque pays a un jury de dix personnes. Chaque membre du jury peut donner un point à sa chanson préférée.

### Points attribués par le Danemark
| 4 points | Italie                                                        |
| 1 point  | Allemagne Finlande Luxembourg Norvège Royaume-Uni Yougoslavie |

### Points attribués au Danemark
| 10 points | 9 points | 8 points  | 7 points | 6 points              |
| --------- | -------- | --------- | -------- | --------------------- |
|           |          | - Norvège |          |                       |
| 5 points  | 4 points | 3 points  | 2 points | 1 point               |
|           |          |           | - Suède  | - Finlande - Pays-Bas |

Dario Campeotto interprète Angelique en 13e position, après la Norvège et avant le Luxembourg. Au terme du vote final, le Danemark termine 5e, ex æquo avec l'Italie sur 16 pays, recevant 12 points.